# Adamowicz II
Adamowicz II – herb szlachecki, nadany w Cesarstwie Austrii.

## Opis herbu
Tarcza dwudzielna rzeką srebrną w pas. W polu I błękitnym połurycerz srebrny z zamkniętą przyłbicą i takimże mieczem wzniesionym do cięcia; w polu II czerwonym palma złota na takiejże murawie. W Klejnocie miecz srebrny o rękojeści złotej ostrzem ku górze między skrzydłami orlimi błękitnym i czerwonym. Labry prawe błękitne podbite srebrem, lewe czerwone złotem.
Herb nadany wraz z nobilitacją galicyjską z predykatem von Ermauth Janowi Adamowiczowi (Adamoviczowi) 16 sierpnia (dyplom z 8 września) 1895 roku. Godła herbu nawiązują do kampanii w Meksyku, w której nobilitowany wziął udział w latach 1864-1867. Nobilitowany był pułkownikiem, odznaczonym krzyżem wojskowym II klasy. Proponowano mu predykaty Dalibor, Ermauth i Skarban.

## Herbowni
Jedna rodzina o tym nazwisku. Nie jest to nazwa herbu a nazwisko wraz z predykatem herbownych:
Adamowicz von Ermauth.